# 브라이언트숲쥐
브라이언트숲쥐(Neotoma bryanti)는 비단털쥐과에 속하는 설치류의 일종이다. 멕시코의 토착종이다. 주 서식지는 해안가 관목 지대와 모래 언덕 관목 지대, 향나무 관목 지대, 소나무 숲이다.